# ميخائيل إليك روز
ميخائيل إليك روز (بالإنجليزية: Michael Alec Rose)‏ هو ملحن أمريكي، ولد في 9 سبتمبر 1959 في فيلادلفيا في الولايات المتحدة.

## وصلات خارجية
- الموقع الرسمي
- ميخائيل إليك روز على موقع ميوزك برينز (الإنجليزية)